# Hiromu Arakawa
Hiromu Arakawa  (荒川弘?, Arakawa Hiromu), pseudonimo di Hiromi Arakawa (荒川弘美?, Arakawa Hiromi; Makubetsu, 8 maggio 1973), è una fumettista giapponese.
È nota soprattutto per essere l'autrice del manga Fullmetal Alchemist, che ha ricevuto un grande successo in patria e all'estero, e vanta anche la messa in onda televisiva sotto forma di due serie anime.

## Biografia
È nata l'8 maggio 1973 a Makubetsu, nella prefettura di Hokkaidō. Cresce nella fattoria di famiglia (lato della sua vita che viene più volte inserito nelle sue opere), pensando però di diventare mangaka sin da piccola.
Arakawa ha iniziato a lavorare nel 1999 come assistente scrittrice di Etō Hiroyuki in Guru Guru - Il girotondo della magia ed è amica dell'autore di Shakugan no Shana, Yashichirō Takahashi.
La carriera di Arakawa ha avuto il suo inizio con Stray Dog, ma è conosciuta soprattutto come l'autrice di Fullmetal Alchemist. Durante la creazione della prima serie anime lei era presente ad ogni incontro, per dare ai lavoratori della Bones ogni tipo di consiglio riguardante il mondo di Fullmetal Alchemist, anche se l'autrice non ha mai preso attivamente parte alla creazione della storia dell'anime, la quale è molto diversa dalla storia creata da Arakawa stessa. Per rimediare a ciò, nel 2009 è stata creata una seconda serie, denominata in occidente Fullmetal Alchemist: Brotherhood, la quale segue fedelmente ogni avvenimento del manga.
Nel 2006 ha disegnato Hero Tales - Le cronache di Hagun per un totale di cinque volumi, adattati in un anime l'anno successivo.
Dal 2011 al 2019 ha serializzato su Shonen Sunday Silver Spoon, anch'essa di grande successo e successivamente adattata in un anime. Nel 2013 ha iniziato una nuova serie basata su La leggenda di Arslan, dai romanzi di Yoshiki Tanaka.
Ha anche disegnato la copertina della versione giapponese del romanzo The Demon's Lexicon di Sarah Rees Brennan. Nella biografia di ogni volume, l'autrice si ritrae sempre con l'aspetto di una mucca nelle più svariate posizioni. Ha un figlio, nato nel 2007.

## Opere
- Stray Dog (1999)
- Totsugeki tonari no Enikkusu (突撃となりのエニックス?) (2000)
- Shanghai yōmakikai (上海妖魔鬼怪?) (2000)
- Fullmetal Alchemist (鋼の錬金術師?, Hagane no renkinjutsushi) (2001-2010)
- RAIDEN-18 (2005)
- Sōten no kōmori (蒼天の蝙蝠?) (2006)
- Hero Tales - Le cronache di Hagun (獣神演武?, Jūshin Enbu) (2006-2010)
- Nobiltà contadina (百姓貴族?, Hyakushō kizoku) (2008-in corso)
- Silver Spoon (銀の匙?, Gin no saji) (2011-2019)
- La leggenda di Arslan (アルスラーン戦記?, Arslan senki) (2013-in corso)
- Yomi no tsugai (黄泉のツガイ?) (2021-in corso)

## Riconoscimenti
- 1999: Vincitrice del primo premio al nono "21st Century Shōnen Gangan"
- 2004: Premio al 49º Premio Shogakukan per i manga nella categoria Shōnen per Fullmetal Alchemist
- 2011: Premio nella categoria "New Artist" al 15º Premio culturale Osamu Tezuka
- 2011: Premio "Miglior fumetto" al 42º Premio Seiun per Fullmetal Alchemist
- 2012: Premio al quinto Manga Taishō per Silver Spoon
- 2012: Premio al 58º Premio Shogakukan per i manga nella categoria Shōnen per Silver Spoon